# كلاسيكا دا أرابيدا 2021
كلاسيكا دا أرابيدا 2021 هو سباق دراجات هوائية، وهو الموسم رقم 4 من كلاسيكا دا أرابيدا، وأقيم في 2 مايو 2021، وامتدّ لمسافة 181.2 كيلومتر، وضمن سباقات طواف أوروبا للدراجات 2021، وشارك فيه 111 متسابقاً ووصل إلى نهايته 61 متسابقاً.
فاز بالمركز الأول شون كوين ‏، وبالمركز الثاني Jonathan Lastra ‏، وبالمركز الثالث Rémy Mertz ‏.

## التصنيف العام النهائي
| التصنيف العام         | التصنيف العام           | التصنيف العام    | التصنيف العام                   | التصنيف العام |
| العداء                | العداء                  | البلد            | الفريق                          | الوقت         |
| --------------------- | ----------------------- | ---------------- | ------------------------------- | ------------- |
| 1                     | شون كوين ‏               | الولايات المتحدة | Hagens Berman Jayco ‏            | 4 س 20 د 49 ث |
| 2                     | Jonathan Lastra ‏        | إسبانيا          | كاجا رورال-سيغوروس ‏             | + 11 ث        |
| 3                     | Rémy Mertz ‏             | بلجيكا           | بنجوال باوليز ساوكس دبليو بي ‏   | + 13 ث        |
| 4                     | Tiago Antunes ‏          | البرتغال         | Tavfer–Ovos Matinados–Mortágua ‏ | + 13 ث        |
| 5                     | خافيير مورينو           | إسبانيا          | Sabgal–Anicolor ‏                | + 16 ث        |
| 6                     | ستيفن باسيت             | الولايات المتحدة | Rally Cycling                   | + 16 ث        |
| 7                     | فيسينت غارسيا دي ماتيوس | إسبانيا          | أنترت فيرينسي ‏                  | + 16 ث        |
| 8                     | Iván Moreno ‏            | إسبانيا          | Equipo Kern Pharma ‏             | + 16 ث        |
| 9                     | لويس غوميش              | البرتغال         | كيلي - سيمولدز يو دي أو ‏        | + 16 ث        |
| 10                    | فريدريكو فيغيريدو       | البرتغال         | Sabgal–Anicolor ‏                | + 16 ث        |
| مصدر: ProCyclingStats |                         |                  |                                 |               |

## وصلات خارجية
- الموقع الرسمي
- لمحة عن سباق كلاسيكا دا أرابيدا 2021 على موقع  ProCyclingStats   (برو  سايكلنج  ستاتس) - إحصاءات  محترفي  الدراجات.
- كلاسيكا دا أرابيدا 2021 على موقع إحصائيات الدراجات الإحترافية (الإنجليزية)